# Castro Valley
Castro Valley è una città della Contea di Alameda, in California, negli Stati Uniti nei pressi di San Francisco.